# Wereldkampioenschap voetbal 2022 (Groep G) Kameroen - Brazilië
Dit artikel gaat over de groepswedstrijd in groep G van het wereldkampioenschap voetbal 2022 tussen Kameroen en Brazilië die gespeeld werd op vrijdag 2 december 2022 in het Lusailstadion te Lusail. Het duel was de 48ste wedstrijd van het toernooi en de laatste van de groepsfase.
Kameroen won in de blessuretijd, toen Vincent Aboubakar het enige doelpunt van de wedstrijd maakte. Vervolgens kreeg Aboubakar zijn tweede gele kaart te zien voor het uittrekken van zijn shirt bij het juichen, waardoor hij de eerste speler werd die in één WK-wedstrijd scoorde en van het veld werd gestuurd sinds Zinédine Zidane in de finale van 2006. Door de overwinning van Zwitserland op Servië op dezelfde avond was de zege echter niet genoeg voor Kameroen om zich te kwalificeren voor de achtste finales. Het was voor Kameroen zijn tweede overwinning in zijn laatste negentien WK-wedstrijden, terwijl het voor Brazilië een reeks doorbrak van zeventien WK-groepswedstrijden zonder nederlaag. Brazilië voerde ten opzichte van hun vorige wedstrijd tegen Zwitserland negen wijzigingen door in de basiself. Zo startte onder andere Dani Alves, die daarmee met een leeftijd van 39 jaar de oudste Braziliaanse speler ooit werd die in actie kwam op het WK.

## Voorafgaand aan de wedstrijd
- Kameroen stond bij aanvang van het toernooi op de 43ste plaats van de FIFA-wereldranglijst.[2] Vier WK-deelnemers waren lager gerangschikt dan Kameroen. Brazilië stond sinds maart 2022 bovenaan de lijst.[3]
- Kameroen en Brazilië troffen elkaar voorafgaand aan deze wedstrijd zes keer. Brazilië won vijf van die wedstrijden, waaronder in de groepsfases van de WK's van 1994 (3–0) en 2014 (4–1). Kameroen won twee en verloor twee van zijn zes eerdere WK-wedstrijden tegen Zuid-Amerikaanse landen. Brazilië won elk van zijn zeven eerdere WK-duels met Afrikaanse tegenstanders.
- Kameroen verloor eerder met 0–1 van Zwitserland en speelde met 3–3 gelijk tegen Servië, waardoor het moest winnen om kans te houden op kwalificatie voor de achtste finales. Brazilië won eerder met 2–0 van Servië en met 1–0 van Zwitserland en was al verzekerd van een plek in de volgende ronde.
- Bij Kameroen had André Onana het team vlak voor de tweede groepswedstrijd verlaten om disciplinaire redenen.[4] Bij Brazilië waren Danilo, Neymar en Alex Sandro afwezig door blessures, opgelopen in de eerdere groepswedstrijden.[5][6]

## Wedstrijddetails[7]
|                                                     |                 |                  |          | |
| Groep G 2 december 2022 22:00 (UTC+3) 20:00 (UTC+1) | Kameroen        | 1 – 0 (0 – 0)    | Brazilië | Stadion: Lusailstadion, Lusail Toeschouwers: 85.986 Scheidsrechter: Ismail Elfath Assistenten: Kyle Atkins Assistenten: Corey Parker Vierde official: Ma Ning Video-assistent: Alejandro Hernández AVAR 1: Juan Martínez AVAR 2: Pau Cebrián AVAR 3: Ricardo de Burgos Speler van de wedstrijd: Devis Epassy |
| Groep G 2 december 2022 22:00 (UTC+3) 20:00 (UTC+1) | Aboubakar 90+2' | Wedstrijdverslag |          | Stadion: Lusailstadion, Lusail Toeschouwers: 85.986 Scheidsrechter: Ismail Elfath Assistenten: Kyle Atkins Assistenten: Corey Parker Vierde official: Ma Ning Video-assistent: Alejandro Hernández AVAR 1: Juan Martínez AVAR 2: Pau Cebrián AVAR 3: Ricardo de Burgos Speler van de wedstrijd: Devis Epassy |
| Groep G 2 december 2022 22:00 (UTC+3) 20:00 (UTC+1) |                 |                  |          | Stadion: Lusailstadion, Lusail Toeschouwers: 85.986 Scheidsrechter: Ismail Elfath Assistenten: Kyle Atkins Assistenten: Corey Parker Vierde official: Ma Ning Video-assistent: Alejandro Hernández AVAR 1: Juan Martínez AVAR 2: Pau Cebrián AVAR 3: Ricardo de Burgos Speler van de wedstrijd: Devis Epassy |
| Groep G 2 december 2022 22:00 (UTC+3) 20:00 (UTC+1) |                 |                  |          | Stadion: Lusailstadion, Lusail Toeschouwers: 85.986 Scheidsrechter: Ismail Elfath Assistenten: Kyle Atkins Assistenten: Corey Parker Vierde official: Ma Ning Video-assistent: Alejandro Hernández AVAR 1: Juan Martínez AVAR 2: Pau Cebrián AVAR 3: Ricardo de Burgos Speler van de wedstrijd: Devis Epassy |
|                                                     |                 |                  |          | |

| Kameroen | Brazilië |

| DM             | 16 | Devis Epassy               |            |
| RA             | 19 | Collins Fai                | 32'        |
| CV             | 04 | Christopher Wooh           |            |
| CV             | 24 | Enzo Ebosse                |            |
| LA             | 25 | Nouhou Tolo                | 6'         |
| VM             | 08 | André-Frank Zambo Anguissa |            |
| VM             | 15 | Pierre Kunde               | 28' 68'    |
| AM             | 13 | Eric Maxim Choupo-Moting   |            |
| RB             | 20 | Bryan Mbeumo               | 64'        |
| SP             | 10 | Vincent Aboubakar          | 81', 90+3' |
| LB             | 06 | Nicolas Moumi Ngamaleu     | 86'        |
| Wisselspelers: |    |                            |            |
| DM             | 01 | Simon Ngapandouetnbu       |            |
| VD             | 21 | Jean-Charles Castelletto   |            |
| VD             | 17 | Olivier Mbaizo             |            |
| VD             | 03 | Nicolas N'Koulou           |            |
| MV             | 02 | Jerome Ngom Mbekeli        | 86'        |
| MV             | 05 | Gaël Ondoua                |            |
| MV             | 14 | Samuel Gouet               |            |
| MV             | 18 | Martin Hongla              |            |
| MV             | 22 | Olivier Ntcham             | 68'        |
| AV             | 12 | Karl Toko Ekambi           | 64'        |
| AV             | 07 | Georges-Kévin N'Koudou     |            |
| AV             | 09 | Jean-Pierre Nsame          |            |
| AV             | 11 | Christian Bassogog         |            |
| AV             | 26 | Marou Souaibou             |            |
| Coach:         |    |                            |            |
| Rigobert Song  |    |                            |            |

| DM             | 23 | Ederson Moraes     |         |
| RA             | 13 | Dani Alves         |         |
| CV             | 14 | Éder Militão       | 7'      |
| CV             | 24 | Gleison Bremer     |         |
| LA             | 16 | Alex Telles        | 54'     |
| VM             | 15 | Fabinho            |         |
| VM             | 08 | Fred               | 54'     |
| AM             | 26 | Gabriel Martinelli |         |
| RB             | 19 | Antony             | 79'     |
| SP             | 18 | Gabriel Jesus      | 64'     |
| LB             | 21 | Rodrygo Goes       | 54'     |
| Wisselspelers: |    |                    |         |
| DM             | 01 | Alisson Becker     |         |
| DM             | 12 | Weverton           |         |
| VD             | 03 | Thiago Silva       |         |
| VD             | 04 | Marquinhos         | 54'     |
| MV             | 05 | Casemiro           |         |
| MV             | 07 | Lucas Paquetá      |         |
| MV             | 17 | Bruno Guimarães    | 54' 85' |
| MV             | 22 | Everton Ribeiro    | 54'     |
| AV             | 09 | Richarlison        |         |
| AV             | 11 | Raphinha           | 79'     |
| AV             | 20 | Vinícius Júnior    |         |
| AV             | 25 | Pedro              | 64'     |
| Coach:         |    |                    |         |
| Tite           |    |                    |         |

| Statistieken           | Kameroen | Brazilië |
| ---------------------- | -------- | -------- |
| Doelpunten             | 1        | 0        |
| Gele kaarten           | 5        | 2        |
| Rode kaarten           | 1        | 0        |
| Wissels                | 3        | 5        |
| Schoten op doel        | 3        | 6        |
| Schoten naast doel     | 3        | 11       |
| Overtredingen          | 14       | 14       |
| Hoekschoppen           | 3        | 11       |
| Buitenspel             | 0        | 1        |
| Passnauwkeurigheid (%) | 92       | 90       |
| Balbezit (%)           | 36       | 64       |